# 马克·麦考马克
马克·麦考马克（1930年11月6日—2003年5月16日）是一名美国律师，体育经纪人和作家。他也一手创办了国际管理集团，并将其打造成全球影响力的体育经济组织。